# Aratinga de Carolina
L'aratinga de Carolina o cotorra de Carolina (Conuropsis carolinensis) és un ocell extint de la família dels psitàcids i única espècie del gènere Conuropsis. Va ser abundant fins al segle xix però es va extingir a la primera meitat del segle següent.

## Descripció
- Era un ocell que feia una llargària d'uns 30 cm amb un pes de 280 g. Sense dimorfisme sexual.
- Color general verd. Cap i coll groc amb una taca taronja al front. Taca groga a la curvatura de l'ala.

## Hàbitat i distribució
Habitava boscos de ribera, boscos decidus i terres de conreu de l'est dels Estats Units, des de l'est de Nebraska, Iowa, Wisconsin, sud de Michigan, Ohio, Pennsilvània i Nova York, cap al sud fins al sud d'Oklahoma, Louisiana i costa Atlàntica fins a Florida.

## Subespècies
S'han descrit dues subespècies:
- C. c. carolinensis (Linnaeus, 1758). Pròpia de la zona sud de l'àrea de distribució.
- C. c. ludoviciana (Gmelin JF, 1788). Zona nord de l'àrea de distribució de l'espècie. Era una mica més clara que la subespècie tipus.

## Història de l'extinció
L'últim exemplar salvatge conegut va morir al comtat d'Okeechobee, Florida, el 1904, i l'últim captiu va morir al Zoològic de Cincinnati el 21 de febrer de 1918.
Altres ocells han estat observats posteriorment, però les autoritats van considerar que havien sigut identificats erròniament. En 1939 es va determinar la seva extinció.
La minva i posterior extinció de l'espècie ha estat atribuïda a diferents agressions: 
- La desforestació i pèrdua d'hàbitat per a la transformació de grans extensions de bosc en terres de conreu.
- La caça, ja que les seves plomes eren emprades com a decoració per als barrets femenins. Altres eren caçats per a fer-los servir com a ocells de companyia i a més eren morts pels agricultors que els consideraven una plaga.[2]
- L'extinció definitiva però, sembla que la van ocasionar les malalties de l'aviram domèstic.[3]